# Grutness

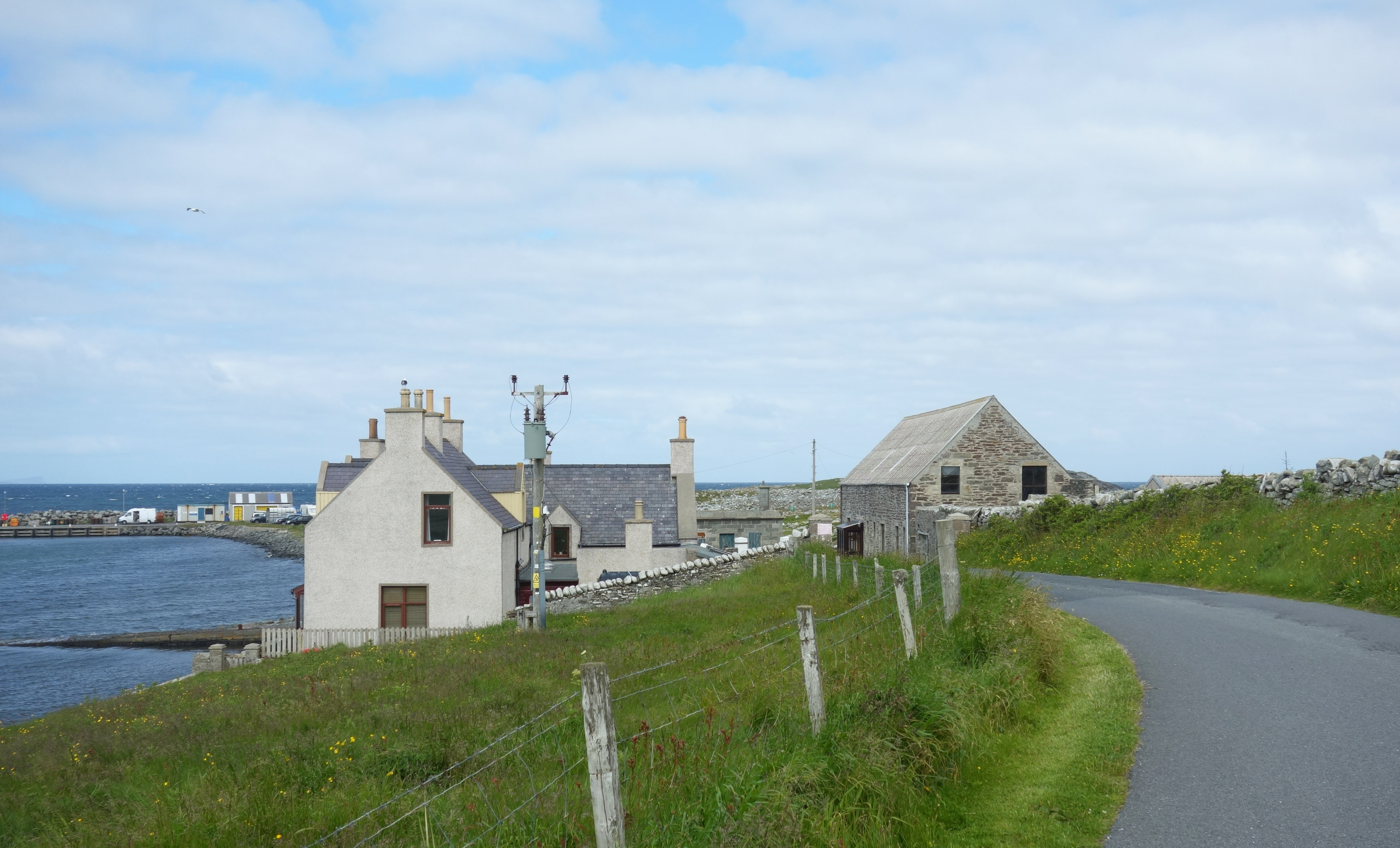
Einfahrt nach Grutness von Südwesten

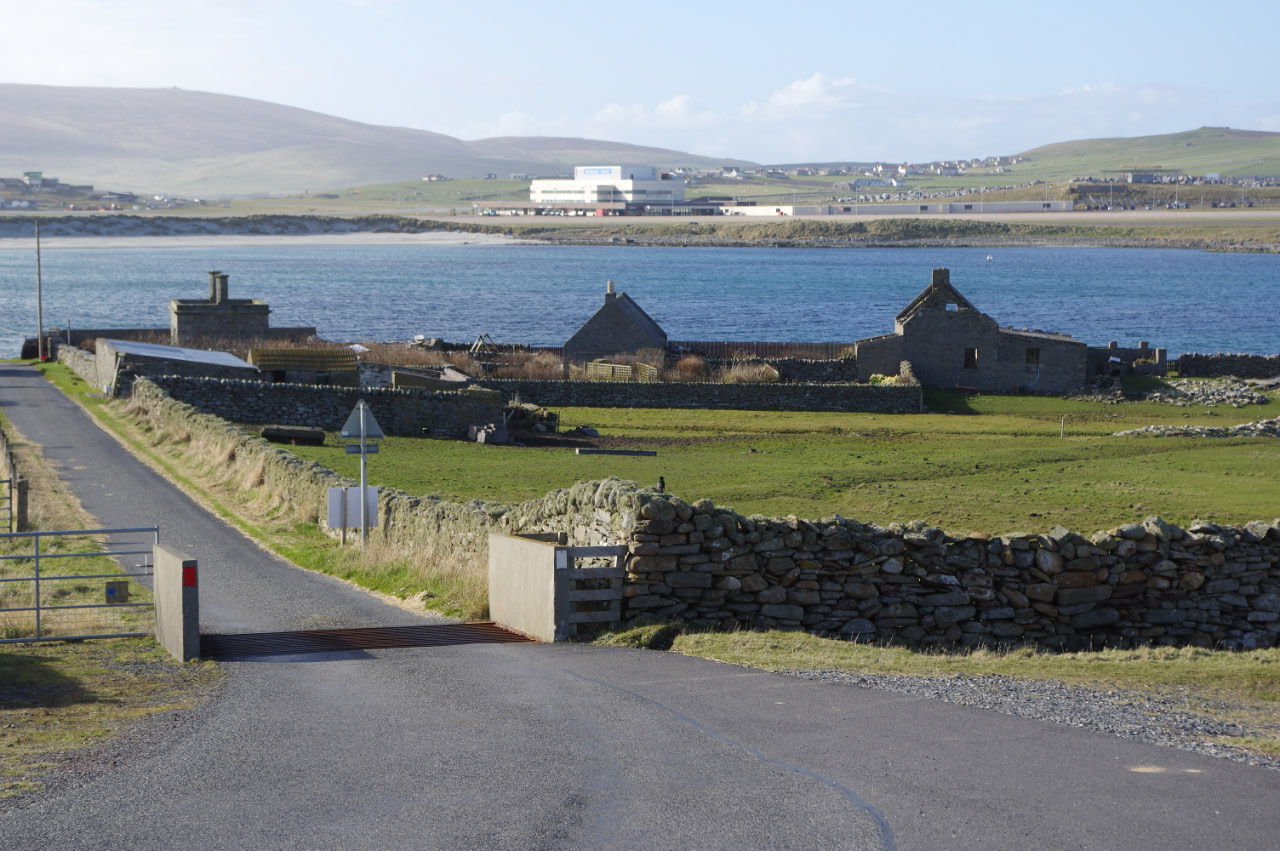
Blick von Südosten auf den Ort

Grutness ist eine Ortschaft, die im Süden der zu Schottland zählenden Shetlands liegt.

## Geographie
Das kleine Grutness liegt im äußersten Süden von Mainland am südöstlichen Ufer der Grutness Voe. Im Osten des Ortes gibt es ein Pier, das von einer Fähre zur Fair Isle genutzt wird.  Die nächstgelegene Ortschaft ist Sumburgh im Südwesten.

## Historisches
Im Rahmen der historischen Gliederung Schottlands in Civil Parishes zählt Grutness zu Dunrossness. Im Ort ist das Versorgungshaus eines Leuchtturms 1997 als Listed Building der Kategorie C eingestuft worden.

## Verkehr
Grutness bildet den südlichen Endpunkt der A970, die in nördlicher Richtung über Lerwick bis nach Isbister führt.